# تواومارینکوله
تواومارینْکولَه (به فنلاندی: Tuomarinkylä) یک منطقهٔ مسکونی در فنلاند است که در هلسینکی واقع شده‌است. تواومارینکوله ۱۰٬۵۶ کیلومتر مربع مساحت و ۹٬۰۳۵ نفر جمعیت دارد.